# Lodja (territoire)
Le territoire de Lodja est une entité déconcentrée de la province du Sankuru en république démocratique du Congo.

## Géographie
Le territoire s'étend au centre de la province de Sankuru.

## Commune
Le territoire compte une commune rurale de moins de 80 000 électeurs.
- Lodja, (7 conseillers municipaux)

## Secteurs
Il est divisé en 12 secteurs : Ahamba, Mange, Batetela, Lukenie, Kondo-Tshumbe, Lukfungu, Luishimba, Nambelu-Luhembe, Mambelu-Luhembe, Olemba, Vungi, Watambulu.